# Friesea polla
Friesea polla är en urinsektsart som beskrevs av Christiansen och Bellinger 1974. Friesea polla ingår i släktet Friesea och familjen Neanuridae. Inga underarter finns listade i Catalogue of Life.